# Drónhajó
A drónhajó állandó legénység nélküli önjáró úszómű, vagy a tengeren úszó platform, amelyet a SpaceX Falcon 9 rakétája visszatérő, első fokozatának landolására alakítottak ki (angolul autonomous spaceport droneship – ASDS).

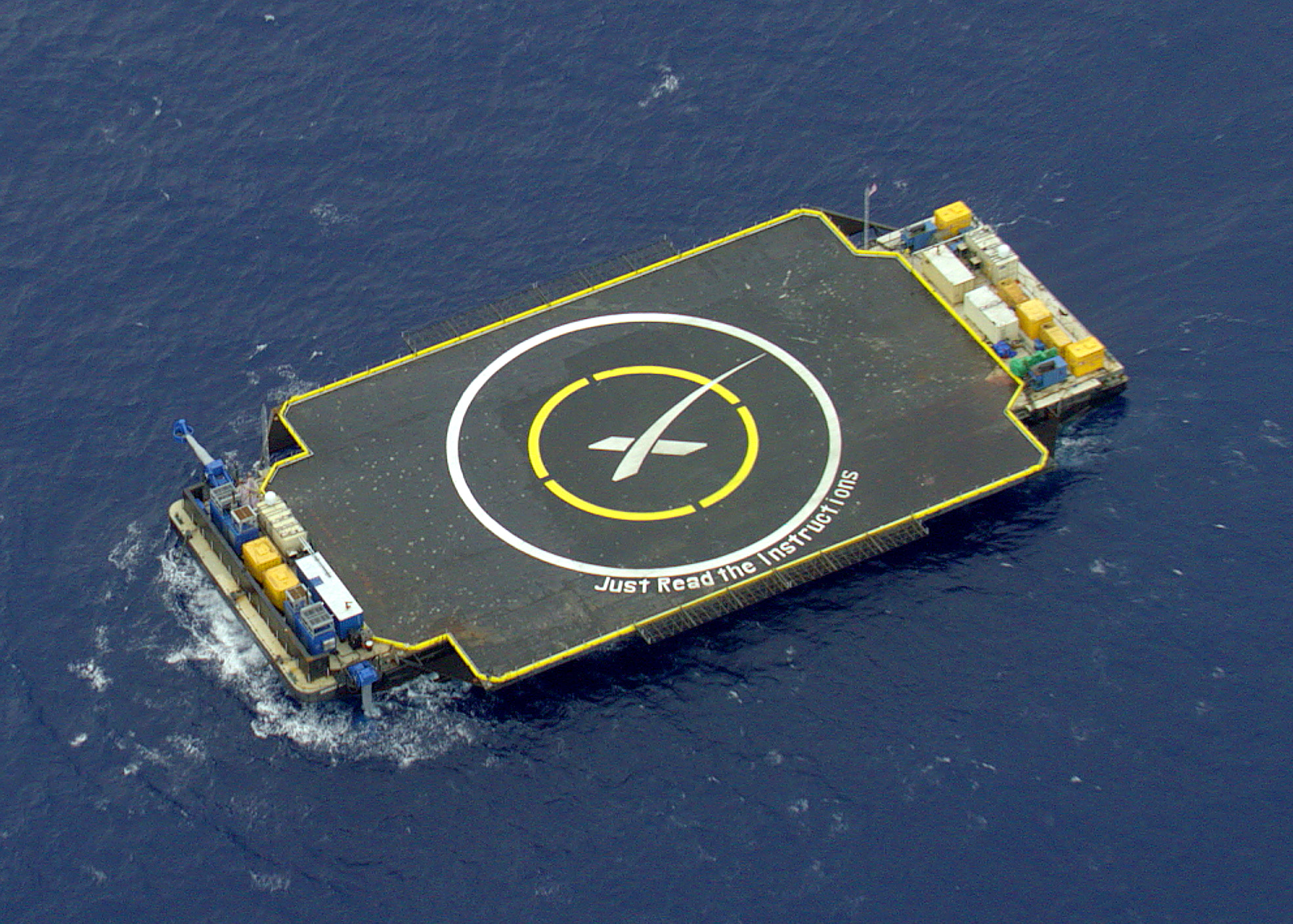
SpaceX ASDS in position prior to Falcon 9 Flight 17 carrying CRS-6 (17127808431)

## Felépítése, berendezések
A drónhajó egy átalakított bárka, melyet egy leszálló platformmal és az egy helyben maradást segítő motorokkal szereltek fel. Ezek csak a Falcon 9 indulásától a leszállásáig biztosítják a pozicionálást, amit 4 db elektromos meghajtású hajócsavarral oldanak meg. Hosszabb út megtételére nem alkalmasak. A drónhajó hossza: 88 m, legnagyobb szélessége: 52 m. A ki- és behajózást külön erre a célra szolgáló vontatóhajók biztosítják.
A kommunikációs kapcsolatot két antenna biztosítja, melyek a fedélzeten elhelyezett kamerával való kapcsolatért is felel. 
A drónhajó tartozéka az Octagrabber-nek becézett robot, mely a rakéta visszatérése után az addig biztonságos és fedett várakozóhelyéről távirányítással a Falcon-9 alá gurul, és erős karjaival stabil helyzetben tartja, egészen a kikötőbe való visszatérésig.
A pozícionáló propellerek hajtóműveinek és egyéb berendezések villamosenergia-ellátására 6 db diesel-generátor szolgál.

## Történet
Az első drónhajókat a SpaceX magán űrhajózási cég gyártatta le, az első újrahasznosítható rakétafokozatok fejlesztésével egy időben, 2015 elején kezdték építeni. Két példány készült,
- Just Read The Instructions (JRTI) - ("Csak olvassa el az utasításokat") és a
- Of Course I Still Love You (OCISLY) - ("Természetesen még mindig szeretlek") nevű.[3]

A drónhajók nevét a SpaceX alapító-tulajdonosa, a sci-fi rajongó Elon Musk adta, Iain M. Banks skót író emlékére, akinek The Player of Games (A játékmester címen magyarul is megjelent) sci-fi regényében szerepelnek e néven a planéta-méretű csillaghajók.
2021-ben újabb drónhajót állított szolgálatba a SpaceX, ennek neve:
- A Shortfall Of Gravitas (ASOG) lett.[5]

## Jövőjük
A drónhajók kiszolgálják a SpaceX kereskedelmi és saját célú (a Starlink globális  internetszolgáltató műholdrendszer) űrrepülésein a Falcon 9 első fokozatok fogadását.
Várhatóan később feleslegessé válnak majd, a 2020-ban fejlesztés alatt álló Starship (rakétarendszer) rendszerbe állítása után, amelyhez a SpaceX már elkezdte a sokkal komplexebb és nagyobb úszó űrkikötő komplexumok fejlesztését.
Vannak azonban más tervek, más típusú drónhajókra: a Rolls-Royce legénység nélküli teherhajókat tervez. A kapitányok a szárazföldről irányítanák ezeket a szintén drónhajónak nevezett, legénység nélküli, távirányított hajókat, amik 2020-ig csak koncepció szinten léteznek.